# Rio Ural
O Ural (em russo:  Ура́л, Ural; em cazaque:  Орал, Oral) é um rio que atravessa a Rússia e o Cazaquistão, e é considerado a fronteira entre Europa e Ásia. Até 1775 era conhecido como rio Yaik. Nasce nos montes Urais e desagua no Mar Cáspio, após percorrer 2428 km.

## Etimologia
O rio, no início do governo de Catarina II, chamava-se Yaik (em russo:Яик). Após o fim da rebelião dos cossacos, que teve lugar na vasta região do rio, a imperatriz decidiu mudar o seu nome para Ural (em russo:Урал), possivelmente para tentar extinguir a memória desse evento.
O nome actual em cazaque, Zhayyq (Жайық) é o equivalente direto para velho Yaik.